# CSN2
CSN2 (англ. Casein beta) – білок, який кодується однойменним геном, розташованим у людей на короткому плечі 4-ї хромосоми.  Довжина поліпептидного ланцюга білка становить 226 амінокислот, а молекулярна маса — 25 382.
| 10         |  | 20         |  | 30         |  | 40         |  | 50         |
| ---------- |  | ---------- |  | ---------- |  | ---------- |  | ---------- |
| MKVLILACLV |  | ALALARETIE |  | SLSSSEESIT |  | EYKQKVEKVK |  | HEDQQQGEDE |
| HQDKIYPSFQ |  | PQPLIYPFVE |  | PIPYGFLPQN |  | ILPLAQPAVV |  | LPVPQPEIME |
| VPKAKDTVYT |  | KGRVMPVLKS |  | PTIPFFDPQI |  | PKLTDLENLH |  | LPLPLLQPLM |
| QQVPQPIPQT |  | LALPPQPLWS |  | VPQPKVLPIP |  | QQVVPYPQRA |  | VPVQALLLNQ |
| ELLLNPTHQI |  | YPVTQPLAPV |  | HNPISV     |  |            |  |            |

A: Аланін

C: Цистеїн

D: Аспарагінова кислота

E: Глутамінова кислота

F: Фенілаланін

G: Гліцин

H: Гістидин

I: Ізолейцин

K: Лізин

L: Лейцин

M: Метіонін

N: Аспарагін

P: Пролін

Q: Глутамін

R: Аргінін

S: Серин

T: Треонін

V: Валін

W: Триптофан

Кодований геном білок за функцією належить до фосфопротеїнів. 
Секретований назовні.